# Triskele
Die Triskele, auch der oder das Triskel (von griechisch τρισκελής triskelḗs, deutsch ‚dreibeinig‘), ist ein Symbol in Form von drei radialsymmetrisch angeordneten Kreisbögen, offenen Spiralen, ineinander verschachtelten Dreiecken, Knotenmustern, menschlichen Beinen oder anderen Dreifach-Formen. Weitere Bezeichnungen sind „Dreibein“ und „Triquetra“.

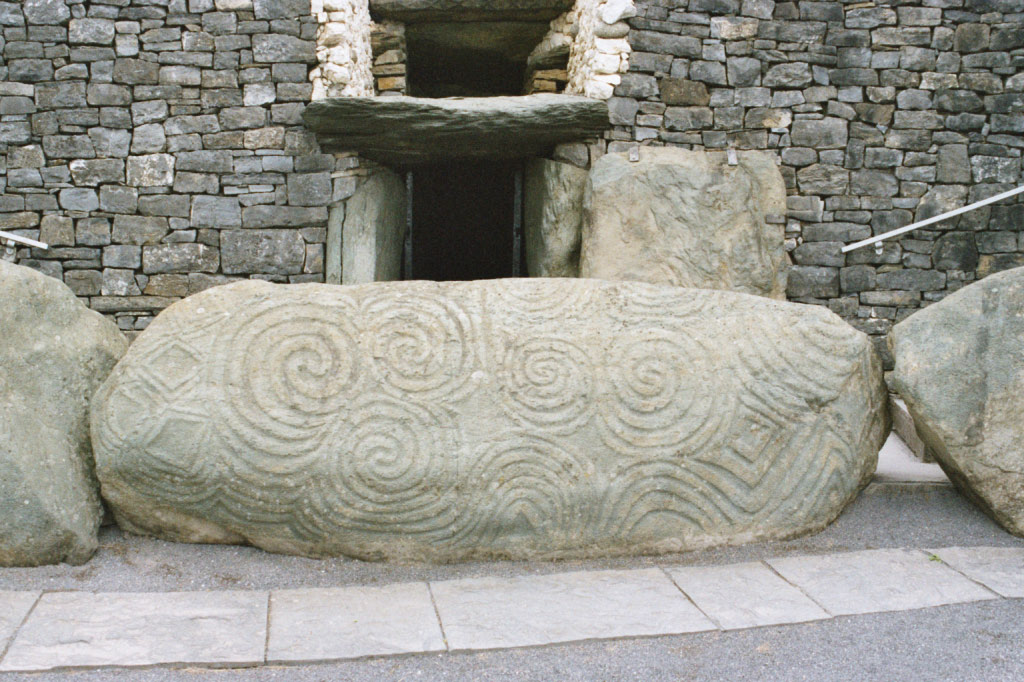
Steinblock mit Triskelenmuster, Newgrange

## Geschichte

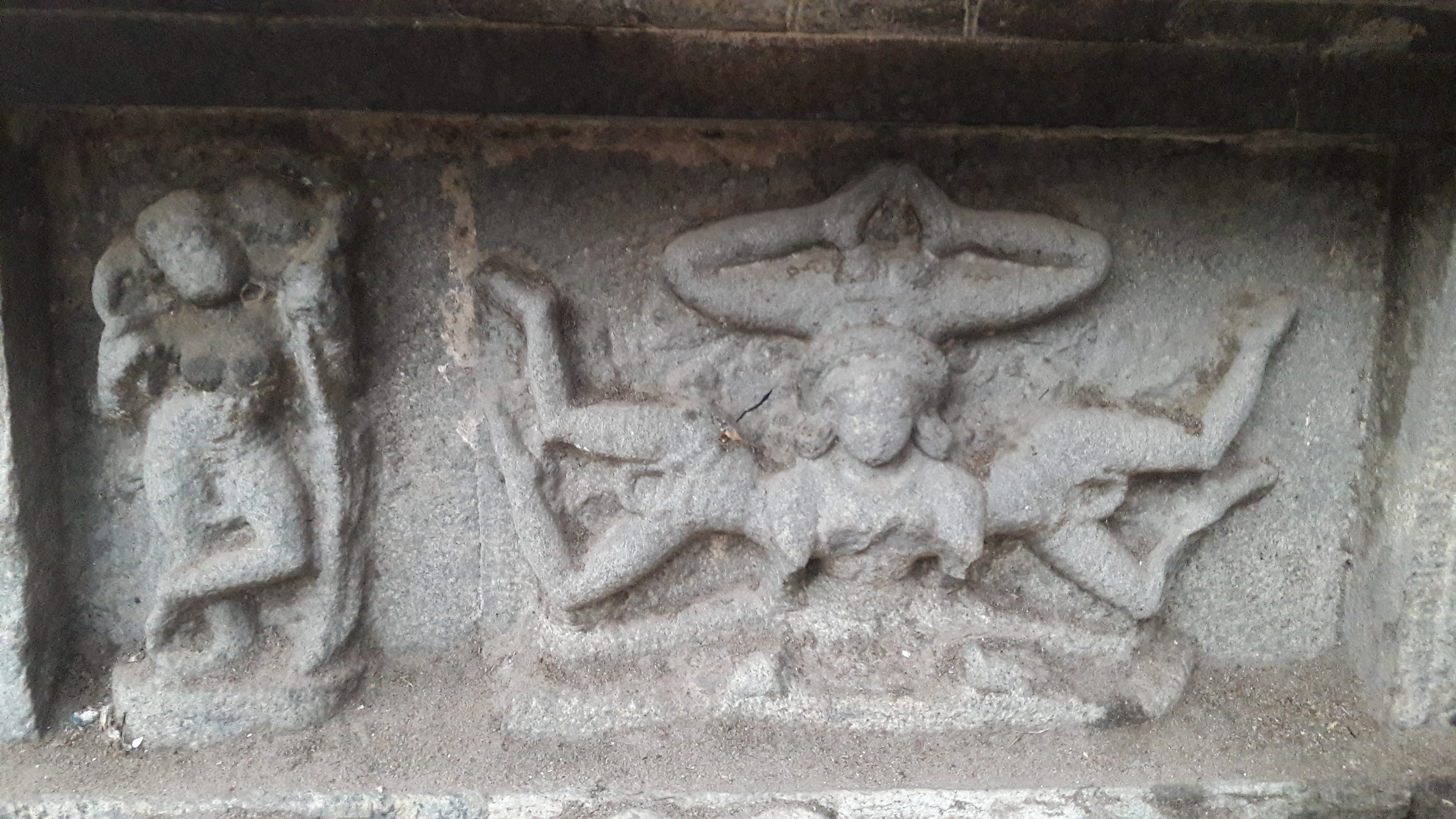
Menschliche Triskele am Kampaheswara-Tempel in Tirubuvanam, Südindien (13. Jh.)

Die ersten Triskelen beziehungsweise ihre Vorbilder werden der Jungsteinzeit zugeordnet, zum Beispiel die Triple-Spirale in der Megalithanlage von Newgrange in Irland. Das Symbol ist vor allem durch seine große und variantenreiche Verbreitung im nordischen (Gotländische Bildsteine, Runenstein von Snoldelev) und keltischen Kulturraum bekannt. Darüber hinaus ist es in annähernd allen Kulturen der Welt zu finden: Vom Norden Afrikas (besonders Ägypten) und dem europäischen Mittelmeerraum über Kleinasien (z. B. Lykien), Süd- (Indien) und Ostasien (Korea, Japan z. B. das Tomoe) bis hin zum gotischen Baustil des späten europäischen Mittelalters (Dreischneuß).
Die Triskele ist nationales beziehungsweise regionales Symbol der Isle of Man, der Bretagne und Siziliens. Sie prägt das Stadtwappen von Füssen und anderen Gemeinden.

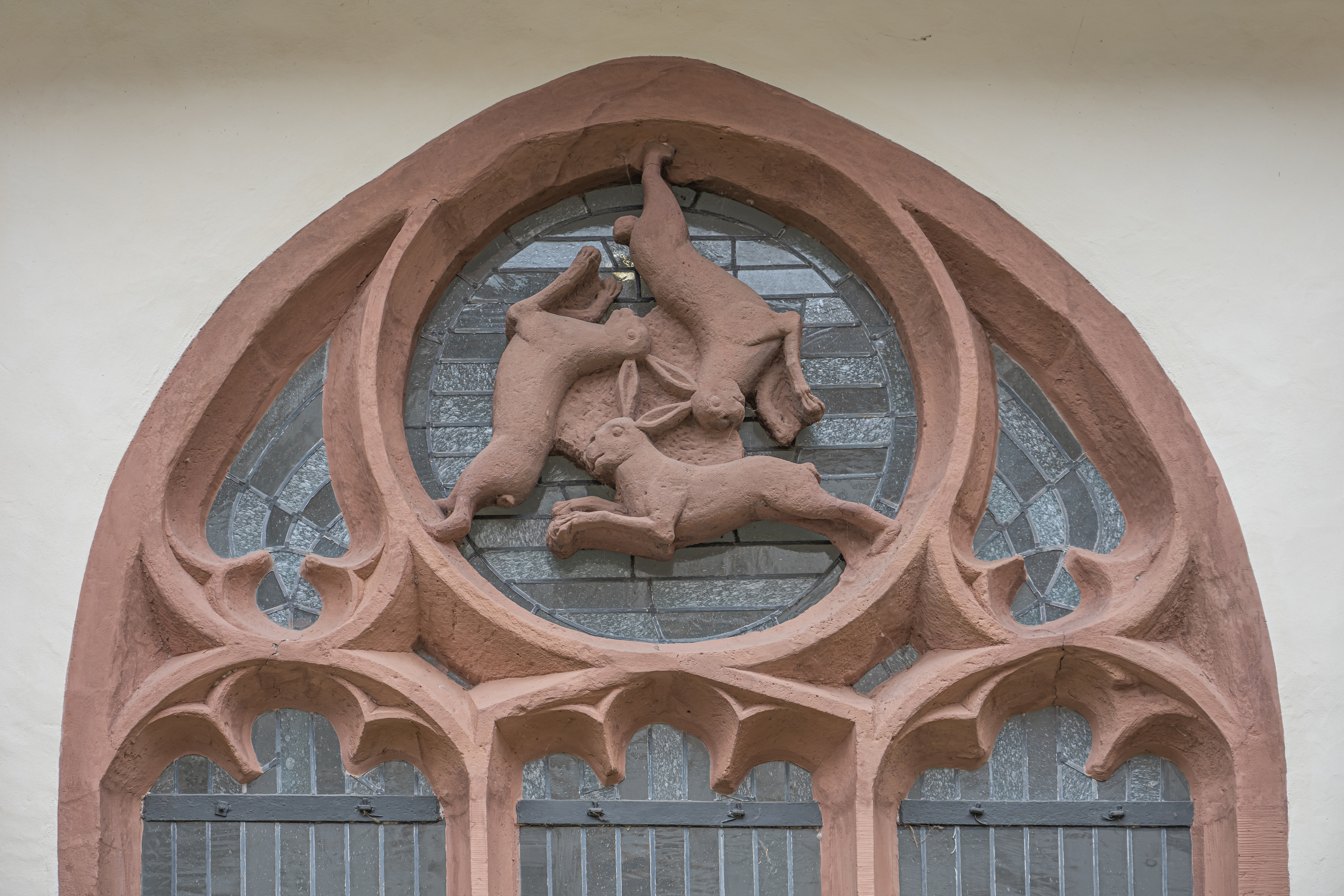
Das Dreihasenfenster im Paderborner Dom wird als Symbol für die Dreieinigkeit gedeutet

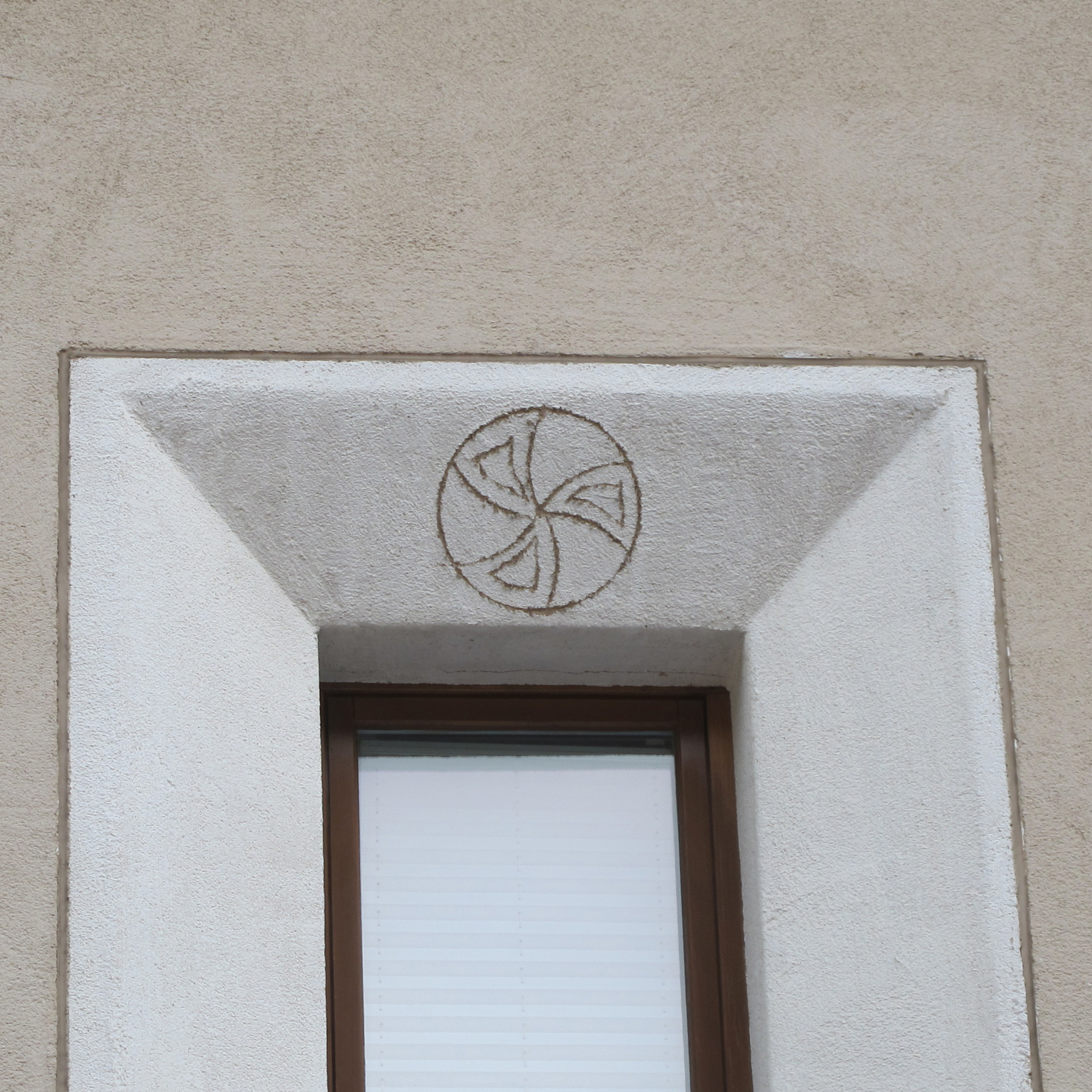
Triskele an einem Fenster in Sils, Engadin

## Bedeutung
Über die ursprüngliche Bedeutung der Triskel-Spiralen ist nur wenig bekannt. Häufig wird, wie bei den meisten Spiralformen, vermutet, dass sie für den Weg des Lebens oder symbolisch für die Sonne stehen.
Bei der heutigen Deutung spielt die „magische Zahl“ Drei, die insbesondere in der keltischen Mythologie Bedeutung hat, eine große Rolle. So können verschiedene Zusammenhänge und Abfolgen angenommen werden:
- Vergangenheit, Gegenwart und Zukunft
- Geburt, Leben und Tod
- Körper, Geist und Seele
- Erde, Wasser und Luft im Sinne der Vier-Elemente-Lehre
- Die Triade von Göttern und/oder Göttinnen
- Mutter, Vater, Kind
- Generationenfolge bzw. Lebensalter (beispielsweise: junges Mädchen, Mutter, Greisin, entsprechend den Aspekten der dreifaltigen Göttin)
- Dreifaltigkeit

## Verwendungen

### Architektur
In der Gotik finden Triskele-Formen häufig als Füllung von Rundfenstern bzw. Radfenstern Verwendung.

### Schmuck
Heute findet die Triskele in Europa beispielsweise in Form von Schmuck-Anhängern, als Talisman zum Schutz gegen Unglück und zur Abwendung von Bösem oder als zierendes Tätowierungsmotiv Verwendung.

### Heraldik
Triskelische Anordnungen sind in der Heraldik verbreitet anzutreffen. Sie sind eine gemeine Figur und alle heraldischen Farbgebungen sind möglich. So bedienen sich beispielsweise die Wappen (siehe rechts: a) der Gemeinde Döhlau in Oberfranken, (b) der Stadt Füssen im Allgäu, (c) der Gemeinde Süderbrarup in Schleswig-Holstein, (d) der Ortsgemeinde Minheim an der Mosel sowie die Landesflaggen von (e) Sizilien, (f) Inguschetien und der (g) Isle of Man dieses Symbols als Grundlage.

### Nationalsozialismus und völkische Organisationen
Die Triskele bildete – als Abart des Hakenkreuzes – (h) das Symbol der 27. SS-Freiwilligen-Grenadier-Division „Langemarck“. Später wurde die Triskele als Symbol von einigen völkischen Organisationen verwendet, so z. B. (i) von der neonazistischen südafrikanischen Buren-Organisation Afrikaner Weerstandsbeweging und vom Neonazi-Netzwerk Blood and Honour.
Verbotene zum Verwechseln ähnliche Kennzeichen im Sinne des Straftatbestandes Verwenden von Kennzeichen verfassungswidriger Organisationen sah 2014 der Bundesgerichtshof in einer Flagge, bei der statt des Hakenkreuzes eine Triskele eingefügt war, deren Triskelenschenkel gegenüber dem Banner der verbotenen Jugendorganisation „White Youth“ der „Blood and Honour Division Deutschland“ lediglich in die andere Richtung zeigten; dabei bezog sich der Bundesgerichtshof insbesondere auf die gegenüber der der „White Youth“ gespiegelte Triskele.

### BDSM, Sadomasochismus
Triskelen symbolisieren die Rollenverteilung innerhalb des BDSM (Top, Bottom, Switch). Darüber hinaus dienen sie häufig als (j) Erkennungszeichen. Diese Funktion erfüllt auch der mit einer Triskele versehene (k) Ring der O  aus dem Roman Geschichte der O von Pauline Réage. Er wurde in dem Roman wie folgt dargestellt:

„Der Mann hielt ihr nun eine Holzkette mit lauter gleichen Ringen hin und bat sie, daraus einen Ring zu wählen, der an ihren linken Ringfinger passte. Es waren sonderbare Eisenringe, innen mit Gold gerandet; der breite, schwere Reif, ähnlich der Fassung eines Siegelrings, aber hochgewölbt, trug in Nielloarbeit ein goldenes Rad mit drei Speichen, die spiralförmig gebogen waren, wie beim Sonnenrad der Kelten.“

### Trisquel GNU/Linux
Das Logo von Trisquel ist eine Triskele.

## Vorkommen in der Natur
Das Borsäuremolekül ist triskeleähnlich. Auch das endozytische Protein Clathrin ist triskeleähnlich aufgebaut. Auch das Ediacaran-Fossil Tribrachidium ähnelt einer Triskele.

## Siehe auch

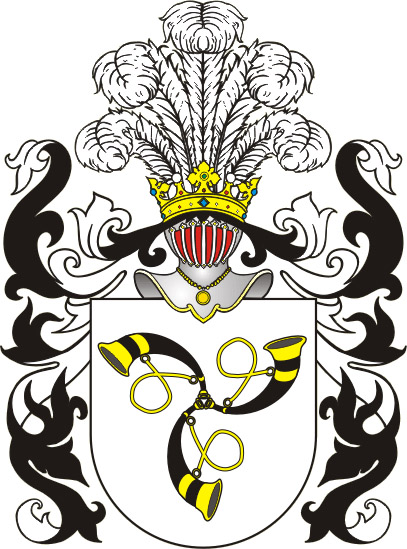
Triskele im Wappen einer polnischen Adelsfamilie
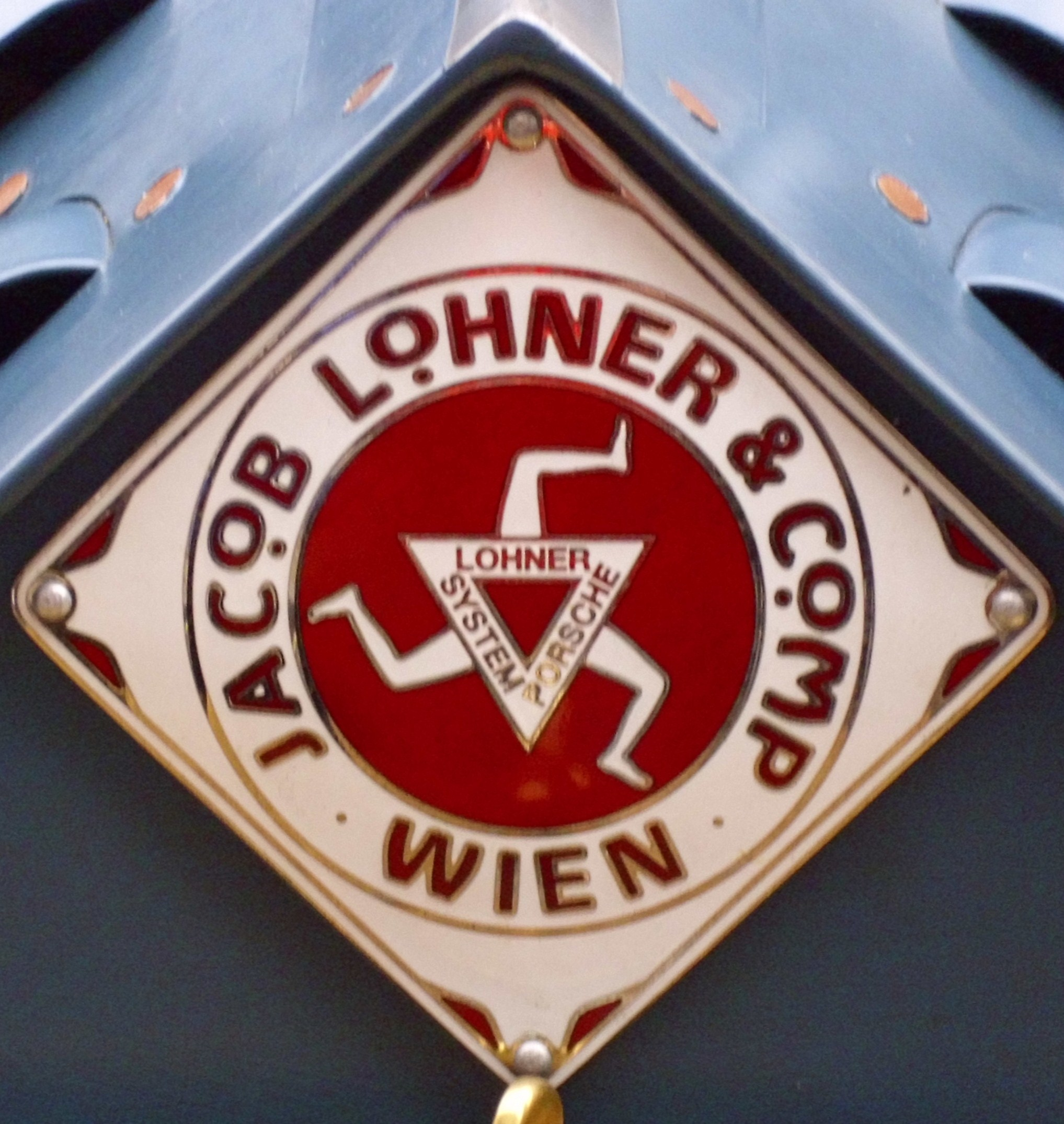
Emblem des Elektroautos Lohner-Porsche 1899